# Fahrettin Koca
Fahrettin Koca, né le 2 janvier 1965 à Ömeranlı (en), est un médecin, haut fonctionnaire et homme politique turc. Depuis le 10 juillet 2018, il est ministre de la Santé.

## Biographie
Fahrettin Koca est né le 2 janvier 1965 à Ömeranlı (en). Il étudie jusqu'au lycée à Bursa. En 1988, il est diplômé en médecine à l'université d'Istanbul. En 1995, il devient pédiatre. Il intègre ensuite la direction de plusieurs institutions médicales. Le 10 juillet 2018, nommé par le président Erdoğan, il devient ministre de la Santé. Il est sur le devant de la scène lors de la pandémie de Covid-19. Il est marié et père de quatre enfants.